# فرانک بروم
فرانک بروم (به انگلیسی: Frank Broome) بازیکن فوتبال زادهٔ ۱۱ ژوئن ۱۹۱۵ اهل کشور انگلستان بود که سابقهٔ بازی در تیم ملی فوتبال انگلستان را در کارنامهٔ خود دارد. وی در تاریخ ۱۴ مه ۱۹۳۸ نخستین بازی ملی خود را در مقابل تیم ملی فوتبال آلمان انجام داد و با حضور در ۷ بازی ملی، در تاریخ ۲۴ مه ۱۹۳۹ واپسین بازی ملی‌اش را در برابر تیم ملی فوتبال رومانی برگزار کرد.
این بازیکن توانسته در بازی‌های ملی، ۳ گل به ثمر برساند.